# مسروپ یکم نارویان
مسروپ یکم نارویان کنستانتینوپل (ارمنی: Մեսրոպ Նարոյան؛ انگلیسی: Mesrob I Naroyan of Constantinople؛ زاده ۱۸۷۵ – درگذشته ۳۰ مهٔ ۱۹۴۴) کشیش ارمنی‌تبار اهل امپراتوری عثمانی که از تاریخ ۱۹۲۷ تا تاریخ ۱۹۴۴ سمت پاتریارک ارمنیان کنستانتینوپل را برعهده داشت.

## زندگی‌نامه
وی در ۱۸۷۵ در کنستانتینوپل به دنیا آمد . . وی در ۳۰ مه ۱۹۴۴ در سن سالگی در استانبول درگذشت.